# Fantoomvoeding

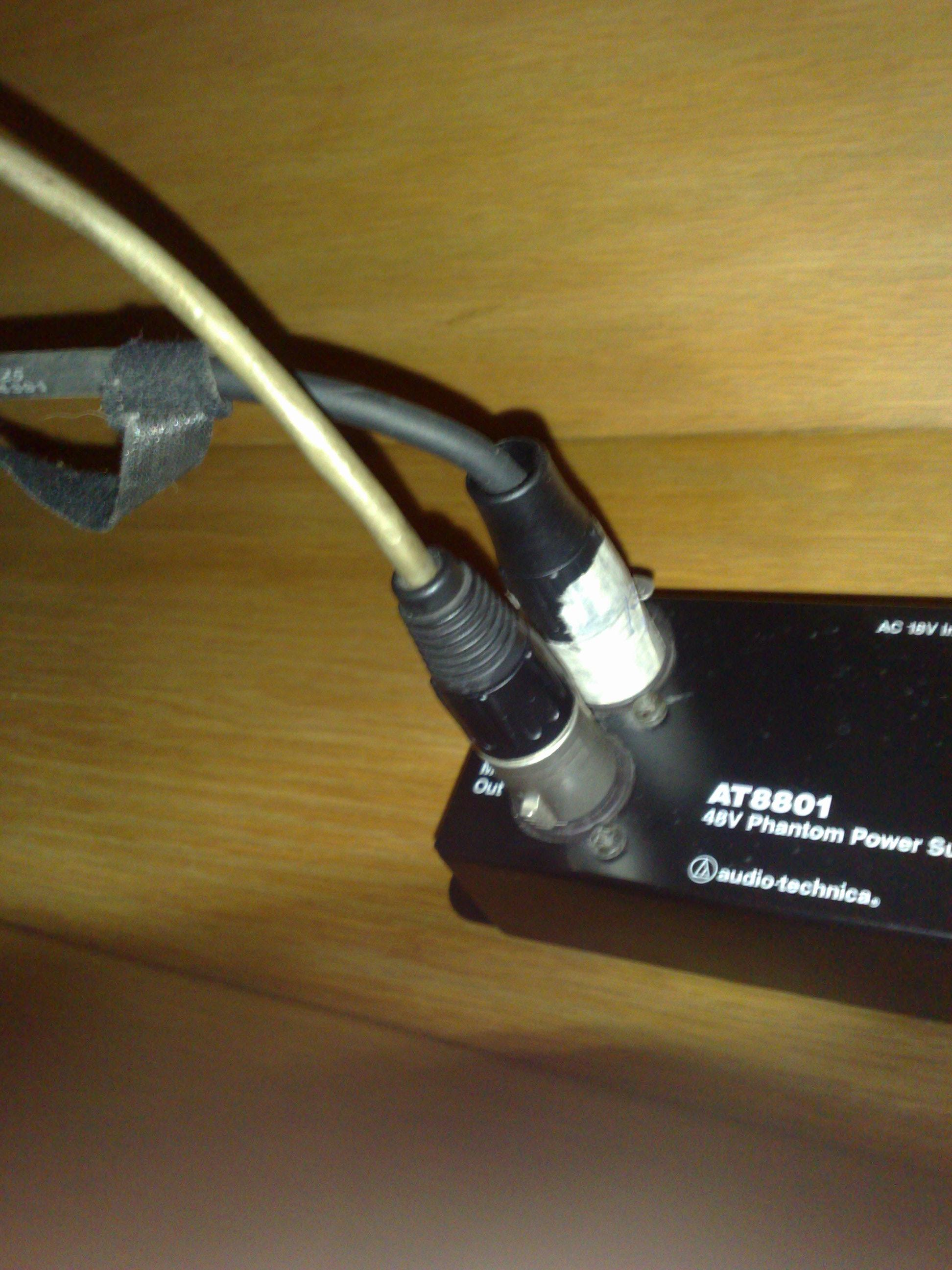
Fantoomvoeding

Fantoomvoeding is een manier om met dezelfde bedrading zowel een te versturen signaal (wisselspanning) als voedingsspanning te leveren.
Fantoomvoeding is mogelijk doordat gelijkstroom en wisselstroom elkaar niet storen.
Fantoomvoeding wordt onder andere veel gebruikt in geluidsopnamestudios waar, vanwege hun uitstekende geluidskwaliteit, voornamelijk condensatormicrofoons gebruikt worden die een gelijkspanning nodig hebben 
om te kunnen functioneren. Die spanning bedraagt meestal 48 volt.
Ook de koolmicrofoon en de toongenerator in een telefoontoestel hebben voeding nodig. De gelijkstroom door het toestel wordt bovendien gebruikt om te detecteren of de hoorn opgenomen is.
Een andere toepassing is voor antenneversterkers. In de buurt van de antenne wordt een versterker geplaatst, en in huis wordt een voedingsapparaat op de coaxkabel en op het stopcontact aangesloten. De voeding geschiedt door dezelfde coaxkabel die ook het antennesignaal transporteert. 
Een ander soort voeding via signaaladers treft men bij thermostaten voor centrale verwarming. Een klassieke thermostaat is weinig meer dan een schakelaar in een twee-aderige leiding. De thermostaat kan worden vervangen door een klokthermostaat die wellicht slimme functies bevat. Er is dan voeding nodig die geleverd kan worden door een accu. De accu wordt opgeladen door dezelfde twee-aderige leiding, er staat immers spanning over de aders als de schakelaar geopend is. Een aanpassing aan de verwarmingsketel is meestal niet nodig.

## Technische informatie
Fantoomvoeding van microfoons wordt voorzien als een gelijkspanning tussen beide signaaladers enerzijds en de massa anderzijds. De beide signaaladers staan dus op dezelfde potentiaal. In de XLR-connector betekent dit dat pin 2 en pin 3 op +48V staan t.o.v. de nulreferentie op pin 1. Het grote voordeel van deze manier van werken is dat fantoomvoeding compatibel is met dynamische microfoons, die immers geen voeding nodig hebben.
Volgens de norm mag een 48 V fantoomvoeding maximaal 4 V afwijken, moet dus tussen 44 en 52 V zijn. De voeding wordt aangeboden via twee weerstanden van 6,8 kΩ, die onderling niet meer dan 0,4% mogen verschillen. De maximale stroomafname is genormeerd op 10 mA. Een gebruikelijke stroomafname is 3 à 4 mA.